# Ватрослав Ягич
Ватрослав Ягич, іноді також транскрибується як Яґич, Яґіч (хорв. Vatroslav Jagić; 6 липня 1838, Вараждин, Хорватія — 5 серпня 1923, Відень) — хорватський лінгвіст, палеограф і археограф, літературознавець, історик, філолог-славіст, науковий керівник Івана Франка у Віденському університеті. Доктор філології (1870), професор (1863). Член Південно-слов'янської Академії наук і мистецтв, Російської, Берлінської, Віденської, Краківської АН, Матиці Сербської, Королівського товариства лінгвістів Чехії. 

## Біографія
Ватрослав (Ігнатій) Ягич народився 6 липня 1838 р. у Вараждині (Хорватія). Середню освіту одержав у гімназіях Вараждина й Загреба. Закінчив Віденський університет (1860), вивчав класичну і слов'янську філологію, був учнем Франца Міклошича. 
Викладав класичні мови в одній із загребських гімназій (1860-1970), де розпочав публікацію своїх статей, і в якій було присуджено звання професора (1863). У 1866 р. був обраний дійсним членом Югославської Академії наук і мистецтв. 1870 р. В. Ягич захистив у Німеччині докторську дисертацію. З подання І. І. Срезневського, Петербурзький університет присвоїв Ягичу вчений ступінь доктора філології. 27 лютого 1871 р. рада Імператорського Новоросійського університету (нині — Одеський національний університет імені І. І. Мечникова) обрала В. Ягича екстраординарним професором кафедри порівняльного мовознавства Новоросійського університету, де він працював у 1872-1874 рр. 
У 1875-1880 рр. — професор Берлінського університету. У Берліні В. Ягич заснував кафедру слов'янських мов і літератур, яка на тривалі роки стала школою слов'янознавства в Німеччині.
1880-1886 рр. В. Ягич — професор Петербурзького університету. 1880 р. він обраний дійсним членом Петербурзької Академії наук, а з 1881 р. — ординарним академіком Імператорської Академії наук, зв'язки з якою не пориває до кінця свого життя.
У 1886-1908 рр. В. Ягич — професор, завідувач кафедри слов'янознавства, з 1908 р. до 1923 р — професор Віденського університету. З 1903 р. він був дійсним членом Наукового товариства імені Т. Шевченка.
Помер вчений 5 серпня 1923 р. у Відні, Австрія.

## Наукова діяльність
Багато зробив для організаційного розвитку науки: став засновником першого міжнародного славістичного журналу («Архів слов'янської філології» («Archiv für slavische Philologie»), 1875—1920); виступив ініціатором видання, був редактором «Енциклопедії слов'янської філології» (виходила в Петербурзі протягом 1908—1929, видання не закінчене).
Автор близько 700 досліджень з різних галузей слов'янознавства. Опублікував багато пам'яток слов'янської писемности (Зографське, Маріїнське, Добрилове Євангелія, Болонський Псалтир та ін.).
Автор праць з палеографії, старослов'янської мови, її історії («Чотири критико-палеографічні статті», 1882; «Питання про руни у слов'ян», 1911; «Глаголичне письмо», 1911; «Історія виникнення церковнослов'янської мови», 1913); історії науки і культури слов'ян («Історія слов'янської філології», 1910; «Джерела до історії слов'янської філології», «Історія сербо-хорватської літератури», 1871), дослідження про Ю.Крижанича, ін. Для вивчення історії слов'янських народів особливе значення мають дослідження В.Яґіча про діяльність просвітителів Кирила та Мефодія, публікація окремих важливих правових пам'яток (Поліцький статут, Вінодольський закон та ін.) з коментарями.

### Українознавчі дослідження
Досліджував давньоукраїнські пам'ятки, яким присвятив низку праць — «Галицьке Євангеліє 1144», «Іван Ужевич — граматик 17 ст.» та ін. Значну увагу приділяв вивченню української мови і літератури (використовував опрацьовані матеріали, зокрема, граматики Лаврентія Зизанія, Мелетія Смотрицького у своїх працях), фольклору, народної поезії.
Питання фонетики і морфології української мови ґрунтовно розглянув у рецензії на працю «Нарис звукової історії малоруського наріччя» Павла Житецького. Наукові праці Яґіча були знані й високо оцінені українськими вченими та письменниками О. Калужняцьким, О. Колессою, О. Маковеєм, К. Студинським, І. Франком, В. Щуратом та ін.
Студії старослов'янської мови В. Ягича остаточно встановили: основа мови — слов'янські македонські говірки, першою абеткою була глаголиця; висновки мають значення для вивчення історії української мови й літератури (підсумовано в його «Entstehungsgeschichte der kirchenslavischen Sprache», 1913). У його «Рассуждения южнославянской и русской старины о церковнославянском языке» (1896) опублікував мовознавчі тексти середньовіччя і прокоментував стародавні підходи до слов'янських мов, в «История славянской филологии» (1910) подав докладний синтетичний огляд слов'янської філології аж до кінця 19 століття, включаючи й українську. У своїх працях про «давньоруську» мову, «Четыре критико-палеографические статьи» (1882) і, особливо, в «Критические заметки по истории русского языка» (1889), що постали з його заперечення поглядів Соболевського, дав широку, об'єктивну характеристику староукраїнської фонології й морфології, хоч і приймав існування спільної «давньоруської» мови. Його докладний огляд «Очерка звуковой истории малорусского наречия» П. Житецького (1876) трактував також історію української мови, тоді як українська діалектологія була збагачена його характеристикою діалектів Бачки й Банату.

## Праці
- История сербскохорватской литературы / Ягич И. В. — Казань: Унив. тип., 1871. — 243 с.
- Критические заметки по истории русского языка / Ягич И. В. — СПб., 1889. — 171 с.
- Образцы языка церковнославянского по древнейшим памятникам глаголической и кириллической письменности / Ягич И. В. — СПб., 1882. — 148 с.
- Glagolitica: Wirdigung neuentdeckter Fragmente 2 / I. V. Yahych. — Wien: Tempsky, 1890. — 62 s.
- Zivot Aleksandra Velikoga / I. V. Yahych. — Zagreb, 1871. — 129 s.